# Zoia Ceaușescu
Zoia Ceaușescu (Bukarest, 1949. március 1. – Bukarest, 2006. november 20.) Nicolae és Elena Ceaușescu lánya, román matematikus.

## Élete
Egyetemi tanulmányait a Bukaresti Egyetemen kezdte, ahol doktori címet kapott a matematika tudományából, és ugyanott tanársegéd lett. Ezután Bukarestben a Román Akadémia Matematikai Intézetének kutatója lett. Egyes állítások szerint szülei nem örültek annak, hogy lányukat a matematika érdekelte, ezért az intézetet 1975-ben feloszlatták. A következő időszakban az INCREST nevű tudományos és műszaki fejlesztési intézetnél dolgozott. 1980-ban ismerte meg Mircea Opreant, a Bukaresti Műszaki Egyetem mérnökét, akihez utóbb férjhez ment. Ez a lépése sem tetszett szüleinek. Mikor közvetlenül szembesült az aggasztó romániai helyzettel, a nyomorral, az elnyomással, megpróbálta rávenni szüleit, hogy tegyenek a helyzet ellen, válaszul anyja a Securitatét állította rá.
1989. december 24-én testvéreivel együtt őt is letartóztatták „a nemzetgazdaság aláaknázása” miatt. 1990. augusztus 18-án amnesztiával szabadult. Sikertelenül próbált visszatérni korábbi állásába, majd nyugdíjba vonult. Az ellene szóló vádat 1996-ban hivatalosan is törölték.
Az 1989-es romániai forradalom után beperelte az államot, mivel nem volt megbizonyosodva arról, hogy a Ghencea temetőben a néhai szülők fekszenek-e vagy pedig néhány civil. Ezért követelte szülei holttestének exhumálását, amit 2010 júliusában elvégeztek. 2006-ban 57 évesen tüdőrákban halt meg Bukarestben.

## Válogatott publikációi
- Ceaușescu, Zoia; Vasilescu, F.-H. (1978). „Tensor products and the joint spectrum in Hilbert spaces”. Proceedings of the American Mathematical Society 72 (3), 505–508. o, Kiadó: American Mathematical Society. DOI:10.2307/2042460. JSTOR 2042460. MR0509243

- Ceaușescu, Zoia (1979). „Lifting of a contraction intertwining two isometries”. The Michigan Mathematical Journal 26 (2), 231–241. o. DOI:10.1307/mmj/1029002216. MR0532324

- Arsene, Gr.; Ceaușescu, Zoia; Constantinescu, T. (1988). „Schur analysis of some completion problems”. Linear Algebra and its Applications 109, 1–35. o. DOI:10.1016/0024-3795(88)90195-4. MR0961563